# 平山繁
平山 繁（ひらやま しげる、1882年（明治15年）11月27日 - 1956年（昭和31年）12月2日）は、大日本帝国陸軍軍人。最終階級は陸軍少将。

## 経歴・人物
福岡県出身。1901年（明治34年）福岡県立中学修猷館を経て、1903年（明治36年）11月陸軍士官学校第15期卒業。1912年（大正元年）11月陸軍大学校第24期卒業。
1928年（昭和3年）3月大佐に累進し、第1師団司令部附（早稲田大学配属将校）、1930年（昭和5年）8月野戦重砲兵第25連隊長を経て、1932年（昭和7年）6月佐世保要塞司令官に就任。
同年8月少将に進み、1933年（昭和8年）8月野戦重砲兵第1旅団長。1935年（昭和10年）3月第14師団司令部附。同年12月待命、予備役。